# Jacques Bimbenet
Jacques Bimbenet, né le 2 juillet 1928 à Contres et mort le 17 mai 2018 à Blois,, est un homme politique français.

## Détail des fonctions et des mandats
Mandats locaux
- 1971 - 1995 : maire de Contres
- 1976 - 1982 : conseiller général du canton de Contres
- 1982 - 1988 : conseiller général du canton de Contres
- 1988 - 1994 : conseiller général du canton de Contres
- 1994 - 2001 : conseiller général du canton de Contres

Mandats parlementaires
- 10 septembre 1986 - 27 septembre 1992 : sénateur de Loir-et-Cher
- 27 septembre 1992 - 30 septembre 2001 : sénateur de Loir-et-Cher